# Мей Кларк
Мей Кларк (англ. Mae Clarke; нар. 16 серпня 1910, Філадельфія, Пенсільванія, США — пом. 29 квітня 1992, Вудленд-Гіллз, Каліфорнія, США) — американська актриса. Найбільш відома за роль Елізабет, нареченої Генрі Франкенштейна, яку переслідує Борис Карлофф у фільмі «Франкенштейн», а також за те, що отримала розрізаний навпіл грейпфрут Джеймса Кегні у фільмі «Ворог суспільства». Обидва фільми вийшли на екрани в 1931 році.

## Раннє життя
Вайолет Мері Клотц (англ. Violet Mary Klotz) народилася у Філадельфії. Її батько був органістом театру. Вона вчилася танцювати в дитинстві й почала виступати на сцені у водевілях, а також працювала в нічних клубах.

## Кар'єра
Кларк розпочала свою професійну кар'єру як танцівниця в Нью-Йорку, поділяючи кімнату з Барбарою Стенвік. Вона знялася в багатьох фільмах для Universal Studios, в тому числі в фільмі «Перша шпальта» (1931) і першій звуковій версії «Франкенштейна» (1931) з Борисом Карлоффом. Кларк зіграла роль Елізабет, нареченої Генрі Франкенштейна, на яку нападає Монстр (Карлофф) у день її весілля.
«Ворог суспільства», який вийшов того ж року, містив одну з найвідоміших (і часто пародійованих) сцен кіно, в якій Джеймс Кегні кидає половину грейпфрута в обличчя Кларк, а потім виходить, щоб підняти Джин Гарлоу.
Фільм був настільки популярним, що його показували 24 години на добу в кінотеатрі на Таймс-сквер після його першого випуску; Через чотири місяці після прем'єри газета The Hollywood Reporter повідомила читачам, що колишній чоловік Кларк, Лью Брайс стверджував, що дивився фільм понад 20 разів (і принаймні двічі на тиждень), і що Брайс "каже, що йде подивитися сцену, де Мей Кларк отримує в око грейпфрутом.
Кларк з'явилася в ролі Майри Довіль у попередній версії «Міст Ватерлоо» 1931 року. У фільмі вона зображує молоду американку, яка через обставини змушена займатися проституцією під час Першої світової війни в Лондоні; і фільм, і гра Кларка були добре сприйняті критиками.
Кларк також знялася у скромному фільмі «Нічний світ» (1932), створеному для Code Universal, з Лью Ейрсом, Борисом Карлоффом, Геддою Гоппер і Джорджем Рафтом. У 1933 році вона зіграла головну жіночу роль у «Швидких робітниках», останньому фільмі Джона Гілберта як зірки MGM за контрактом, і «Леді Вбивця» з Джеймсом Кегні та Маргарет Ліндсі. Того ж року вона та актор Філіпс Холмс потрапили в аварію на одній машині, в результаті якої Кларк отримала зламану щелепу та шрами на обличчі. Ці травми, однак, не завершили її кінокар'єру, оскільки вона залишалася головною дівчиною протягом більшої частини 1930-х років. Проте її все частіше знімали у фільмах із меншим бюджетом, яким бракувало статусу її попередніх фільмів. Потім, до 1940 року, Кларк перейшла на ролі другого плану, хоча в кінці цього десятиліття у неї було кілька останніх головних ролей, зокрема, як героїня в республіканському серіалі «Король ракетників» (1949). У 1950-х і 1960-х роках Кларк зіграв незазначені ролі в кількох відомих фільмах, у тому числі «Співаючи під дощем», «Великий Карузо» і «Зовсім сучасна Міллі». Остання її поява на екрані була у фільмі «Людина-кавун» 1970 року.
На телебаченні Кларк з'явилася в багатьох епізодичних серіалах, включаючи «Головний госпіталь», Perry Mason і Batman. Кларк пішла на пенсію в 1970 році й викладала драматичне мистецтво.

## Особисте життя і смерть
Кларк була одружена і розлучена тричі: з братом Фанні Брайс Лью Бріс, Стівенсом Бенкрофтом і Гербертом Ленгдоном. Усі союзи були бездітними.
Пізніше Кларк жила у заміському будинку та лікарні Motion Picture & Television у Вудленд-Гіллз, Каліфорнія.
Мей Кларк померла від раку 29 квітня 1992 року у віці 81 року. Похована на кладовищі Valhalla Memorial Park.

## Вибрана фільмографія
| Рік  |   | Українська назва        | Оригінальна назва   | Роль                       |
| ---- | - | ----------------------- | ------------------- | -------------------------- |
| 1931 | ф | Перша шпальта           | The Front Page      | Моллі                      |
| 1931 | ф | Ворог суспільства       | The Public Enemy    | Кітті                      |
| 1931 | ф | Франкенштейн            | Frankenstein        | Елізабет                   |
| 1950 | ф | Енні отримує вашу зброю | Annie Get Your Gun  | місіс Адамс, гостя вечірки |
| 1951 | ф | Королівське весілля     | Royal Wedding       | телефоністка № 1           |
| 1951 | ф | Великий Карузо          | The Great Caruso    | жінка                      |
| 1952 | ф | Співаючи під дощем      | Singin' in the Rain | перукарка                  |
| 1952 | ф | Пет і Майк              | Pat And Mike        | гольфістка                 |